# Šonc
Šonc  je priimek več znanih Slovencev:
- Alojzij Šonc (1872—1957), skladatelj in zborovodja
- Miloš Šonc (*1955), polkovnik SV, veteran vojne za Slovenijo
- Henrik Šonc (1870—1964), rimskokatoliški duhovnik
- Viktor Šonc (1877—1964), skladatelj in glasbeni pedagog
- Viktor Šonc (1892—1943), uradnik in član organizacije TIGR